# Birendra do Nepal
Birendra Bir Bikram Shah Dev, Rei do Nepal (em nepali: विरेन्द्र वीर विक्रम शाह देव; 28 de dezembro de 1945 — 1 de junho de 2001) foi rei do Nepal de 1972 até 2001, filho do rei Mahendra.

## Princípio
Birendra nasceu no Palácio Real de Narayanhity, em Katmandu, o filho mais velho do então príncipe herdeiro Mahendra e sua primeira esposa, a princesa herdeira Indra Rajya Lakshmi Devi.
Ele foi educado pela primeira vez no St. Joseph's College em Darjeeling, uma instituição jesuíta. Posteriormente, sua educação continuou em instituições de prestígio em todo o mundo, incluindo o Eton College no Reino Unido e a Universidade de Harvard nos Estados Unidos, bem como a Universidade de Tóquio. Ele viajou muito antes de subir ao trono.

## Reino
Quando subiu ao trono do Reino do Nepal, em 1972, já era um homem bem viajado. A partir de meados da década de 1970, Birendra também buscou proximidade com a vizinha China e, em junho de 1976, foi o primeiro chefe de Estado estrangeiro a permanecer no Tibete.
Mais do que seu pai e antecessor Mahendra, Birendra era considerado de mente aberta para a democracia parlamentar. Por enquanto, no entanto, ele manteve o sistema panchayat com a proibição de partidos políticos. Após ferozes distúrbios, ele assinou uma nova constituição em novembro de 1990, tornando-se um monarca constitucional. No entanto, não foi possível resolver os problemas sociais do país. Desde 1996, rebeldes maoístas lutam contra o governo.

Em 2001, Birendra e grande parte de sua família foram mortos em um assassinato em massa na família real. O crime teria sido cometido por seu filho, herdeiro do trono Dipendra. No entanto, esta versão do crime é duvidada por muitos cidadãos no Nepal. Dipendra foi proclamado rei após a morte de Birendra. No entanto, como ele estava em coma devido aos ferimentos de bala que supostamente infligiu a si mesmo durante os eventos no palácio real, o irmão de Birendra, o príncipe Gyanendra, foi declarado regente. Gyanendra sucedeu oficialmente Dipendra como rei do Nepal após a morte de Dipendra três dias depois, e em 2008 a monarquia foi abolida no Nepal.